# Црква брвнара у Даросави
Црква брвнара светих апостола Петра и Павла у Даросави, месту које се од Другог светског рата па до почетка 21. века звало Партизани, изграђена 1832. године, налази се на тромеђи Крушевице, Прогореоца и Даросаве, на заравни - малом платоу поред саме железничке пруге Аранђеловац - Лајковац, на око 3 km према Рудовцима и на око 1 km од пута Даросава – Венчани.

## Историјат
Црква брвнара у Даросави настала је у времену ослобођене Србије под вођством кнеза Милоша када долази до велике обнове православних цркава у којем се нови храмови ослобађају скривене пригушености на коју су раније били приморани. 
Први пут се помиње у попису из 1. јануар 1833. године а верује се да је црква саграђена 1832. године. Исте године је осликан и иконостас који је и данас још увек аутентичан. Претпоставља се црква премештена 1841. године са локације која је била 3 – 4 km западно од данашњег положаја храма. 
У лето 2014. године је Аранђеловац и околину задесило невреме где је и црква брвнара у Даросави озбиљно оштећена.